# Partido Socialdemócrata de Montenegro
El Partido Socialdemócrata de Montenegro (PSM) (en serbio:Социјалдемократска партија Црне Горе, Socijaldemokratska Partija Crne Gore) es un partido político de Montenegro.
En las elecciones parlamentarias de 2020, el partido obtuvo 2 de los 81 escaños en el Parlamento.